# St. Nikolaus (Stadtbergen)

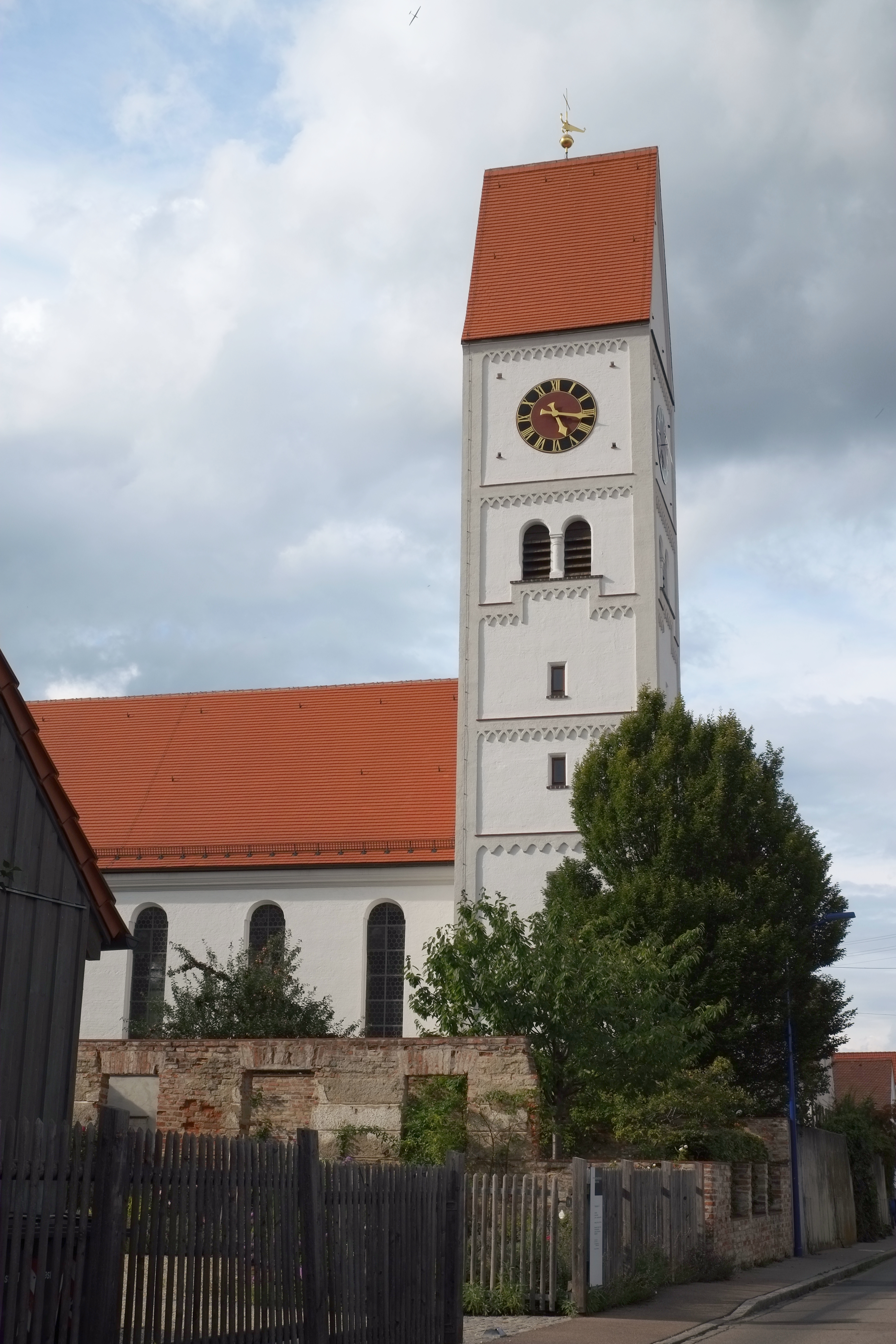
Pfarrkirche St. Nikolaus in Stadtbergen

Wappen der Gemeinde Stadtbergen mit der Kirche

Die römisch-katholische Pfarrkirche St. Nikolaus in Stadtbergen, einer Stadt im Landkreis Augsburg im bayerischen Regierungsbezirk Schwaben wurde 1730/31 errichtet. Als staatliches Baudenkmal steht die Kirche unter Schutz.

## Geschichte
Die dem heiligen Nikolaus von Myra geweihte Kirche im alten Ortszentrum von Stadtbergen findet sich auch im Wappen der Gemeinde. Von dem gotischen Vorgängerbau zeugen noch die drei Strebepfeiler des Chores und der möglicherweise im späten 14. bis frühen 15. Jahrhundert erbaute Turm. Der heutige Kirchenbau wurde 1730/31 an gleicher Stelle errichtet. Die Weihe erfolgte am 19. August 1731 durch den Weihbischof von Augsburg Johann Jakob von Pergamun. Stadtbergen war bis 1746 mit der Pfarrei Pfersee vereinigt und wurde darauf wieder zur selbstständigen Pfarrei erhoben. Zur Pfarrei gehört außer Stadtbergen, Deuringen mit einer eigenen Kapelle, in dem früher nur wöchentlich ein Gottesdienst stattfand. 1905/06 wurde das barocke Langhaus um zwei Joche nach Westen verlängert.

## Architektur

### Außenbau
Die unteren, über quadratischem Grundriss errichteten Geschosse des 35 Meter hohen Glockenturms gehen auf die Vorgängerkirche des späten 14. oder frühen 15. Jahrhunderts zurück. In der Turmfassade sind Blendfelder eingeschnitten, die von Spitzbogenfriesen und Ecklisenen gerahmt werden. Das vorletzte Geschoss des Turmes wird auf allen vier Seiten von doppelten Klangarkaden durchbrochen. An den Portalen an der Nord- und Südseite des Langhauses sind die barocken Türblätter erhalten. Die Beschläge des Nordportals stammen aus dem 17. Jahrhundert, die des Südportals von 1730.

### Innenraum
Das einschiffige Langhaus wird – wie der eingezogene Chor – von einer Korbbogentonne gedeckt. Eine Doppelempore bildet den westlichen Abschluss des Langhauses. Der Stuckdekor von Andreas Hainz, der die Deckenfresken, Grisaillen und Inschriftkartuschen mit Bandelwerk umrahmt, wurde bei der Restaurierung von 1980/81 wieder in seiner ursprünglichen Fassung in kräftigem Rot-Braun erneuert.

## Deckenmalerei

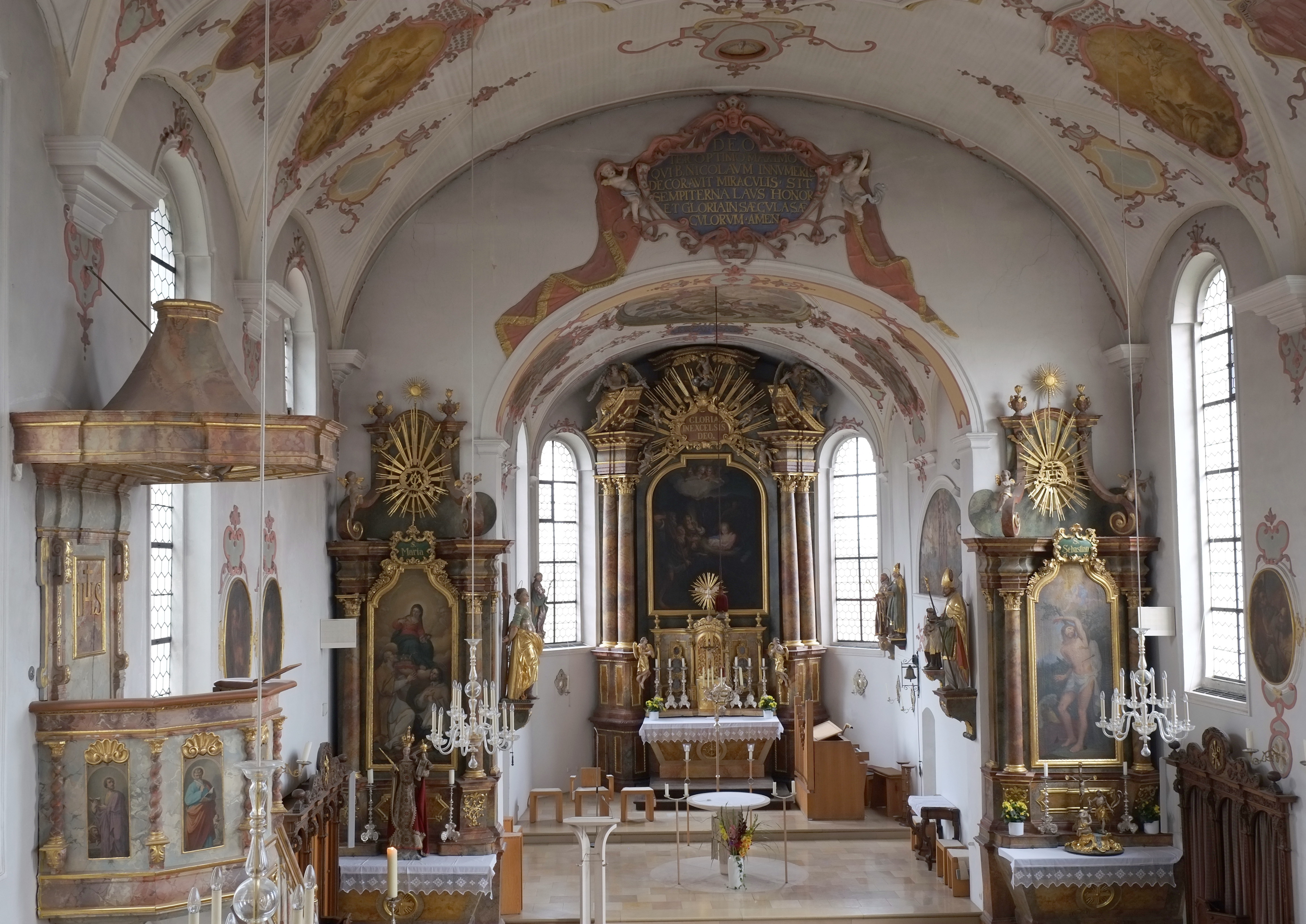
Innenraum

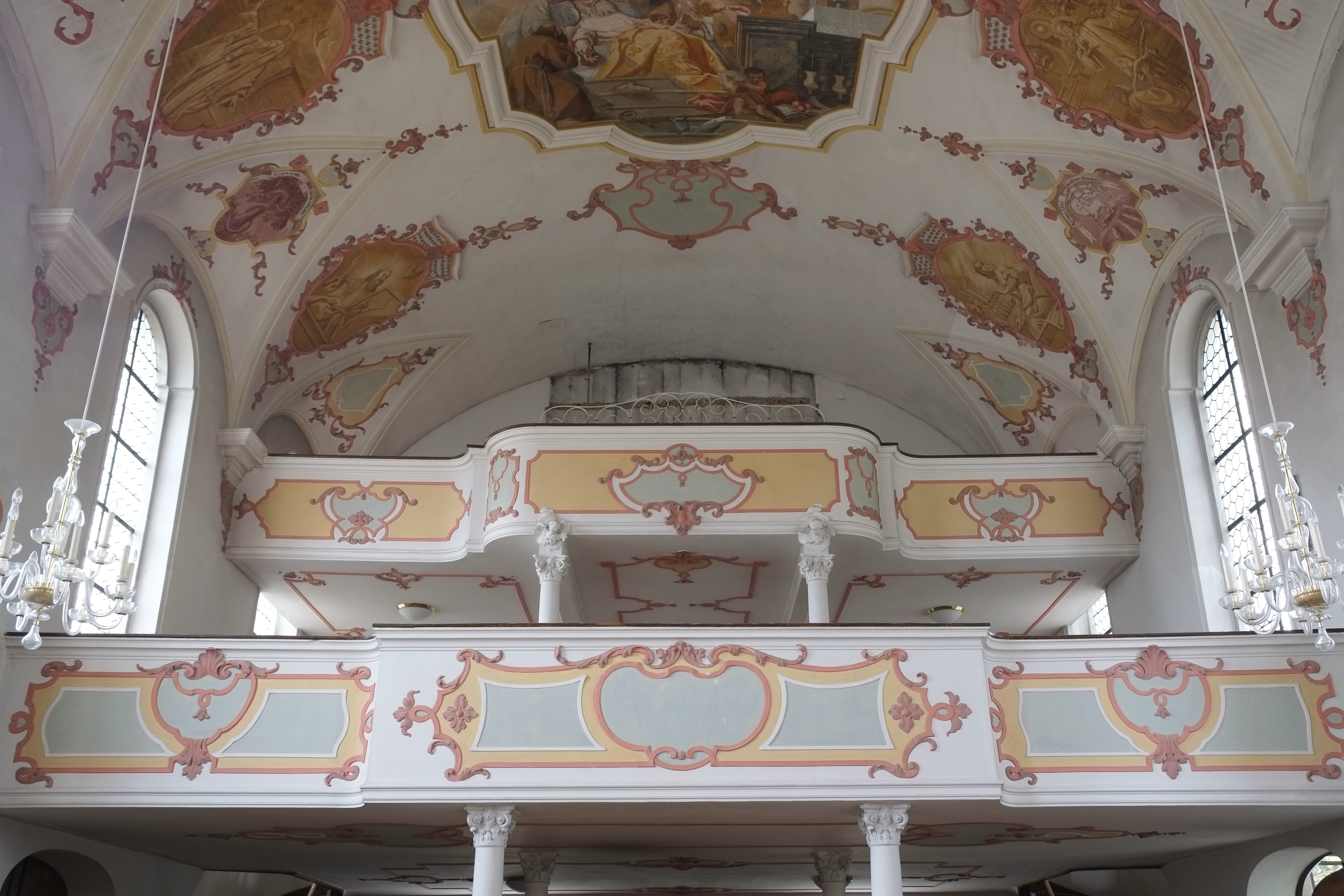
Doppelempore im Westen

Die Deckenfresken im Chor und im östlichen Teil des Langhauses wurden von Johann Georg Bergmüller ausgeführt, der von 1730 bis zu seinem Tod im Jahr 1762 Direktor der Augsburger Kunstakademie war.
Auf dem zentralen Chorfresko versinnbildlicht der Höllensturz Luzifers durch den Erzengel Michael den Triumph des Kreuzes. Die Szene im nördlichen Gewölbezwickel zeigt die heilige Helena, die Mutter Kaiser Konstantins des Großen, und den Bischof von Jerusalem, Makarios I., die das wahre Kreuz auf seine Echtheit überprüfen. Auf dem südlichen Gewölbezwickel sieht man den byzantinischen Kaiser Herakleios, der im Jahr 630 in einer feierlichen Prozession die Kreuzreliquie nach Jerusalem zurückbringt. Die Grisaille-Malereien erinnern an Episoden aus dem Alten Testament wie die Opferung Isaaks durch Abraham, die Eherne Schlange und Samson mit den Toren der Stadt Gaza.
Das Deckenfresko im östlichen Teil des Langhauses ist dem Schutzpatron der Kirche, dem heiligen Nikolaus, gewidmet. Der Heilige erscheint Kaiser Konstantin dem Großen im Traum, damit dieser drei zu Unrecht verurteilte Soldaten freilasse.
Die Deckenmalereien im westlichen Langhaus, das 1906 angebaut wurde, nehmen ebenfalls Bezug zur Legende des heiligen Nikolaus. Das große westliche Langhausfresko von Joseph Albrecht stellt den Tod des Heiligen dar. Auf sechs kleineren Bilder wird an seine Wundertätigkeit erinnert. In den Gewölbezwickeln ist das Lamm Gottes und der Baum der Erkenntnis dargestellt, über der Empore König David mit der Harfe und die heilige Cäcilia an der Orgel.

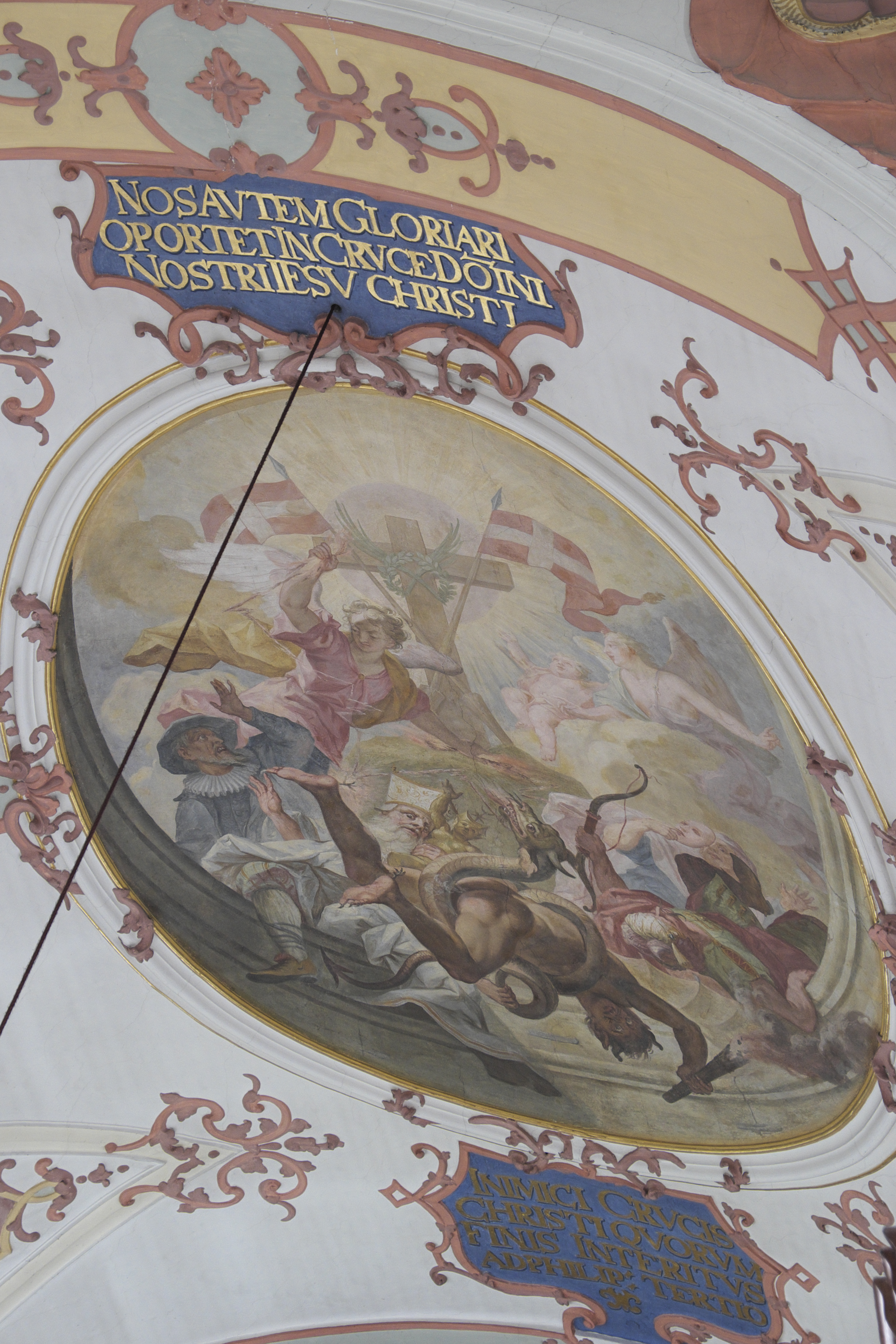
Deckenfresko im Chor
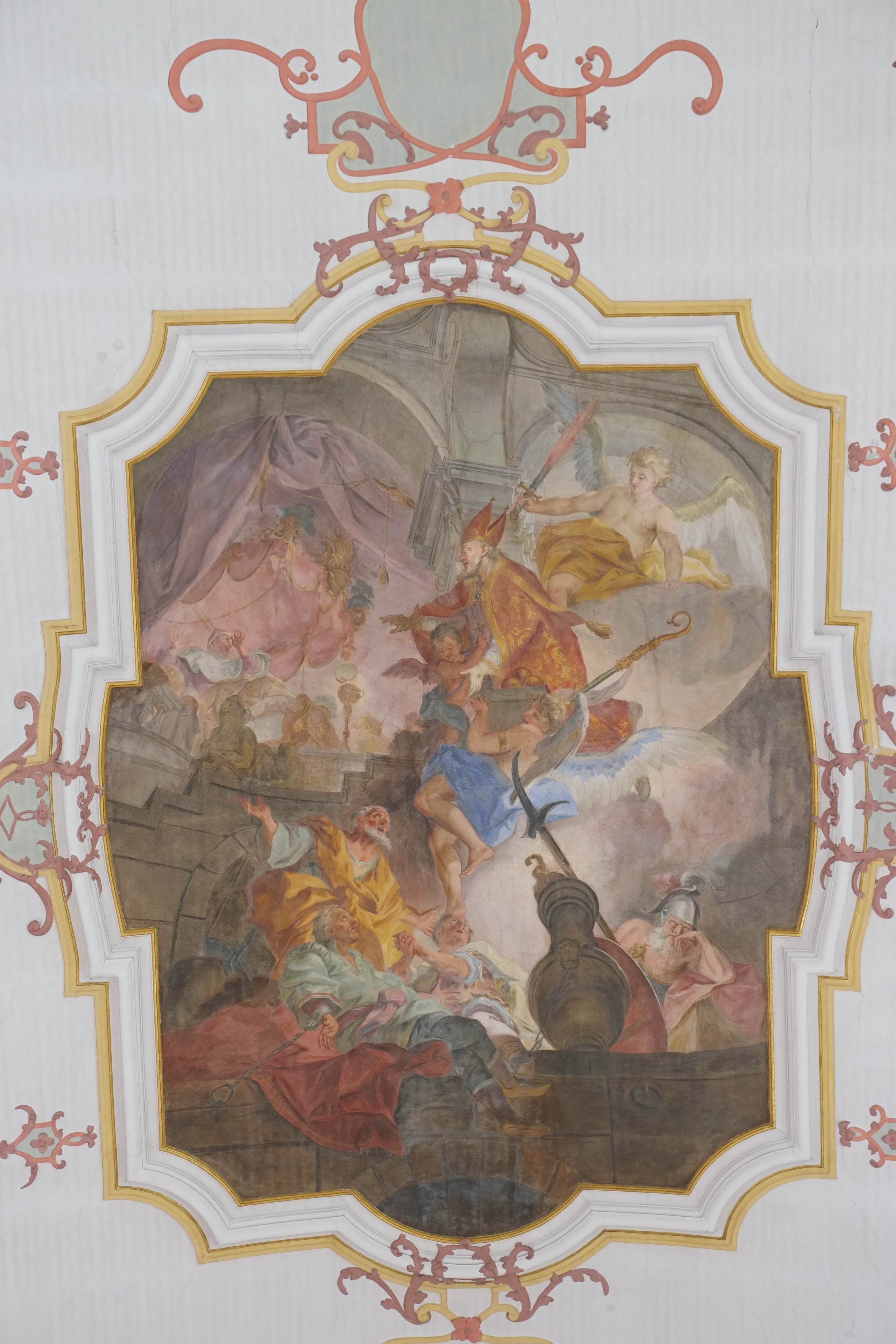
Deckenfresko im östlichen Langhaus
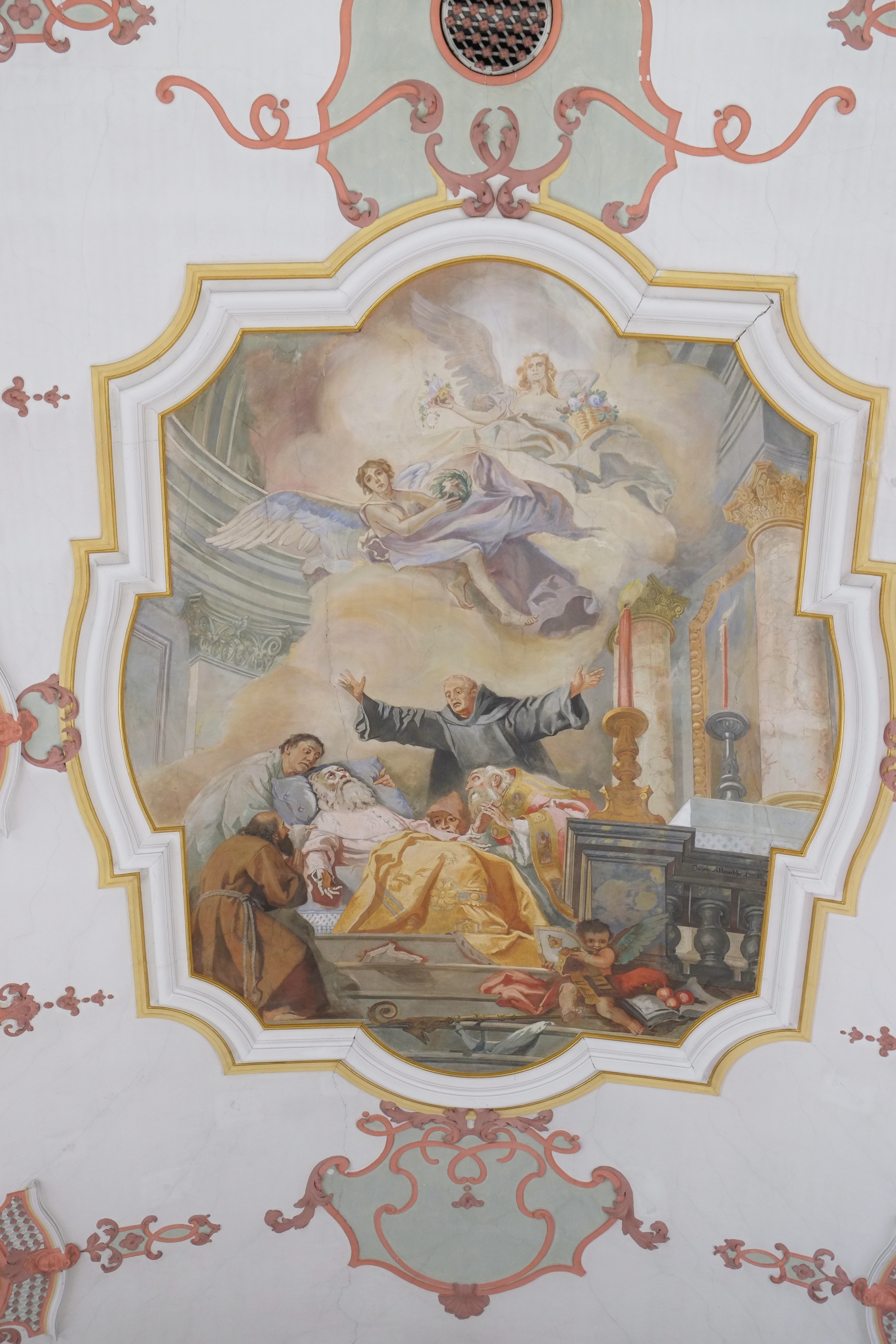
Deckenfresko im westlichen Langhaus

## Ausstattung

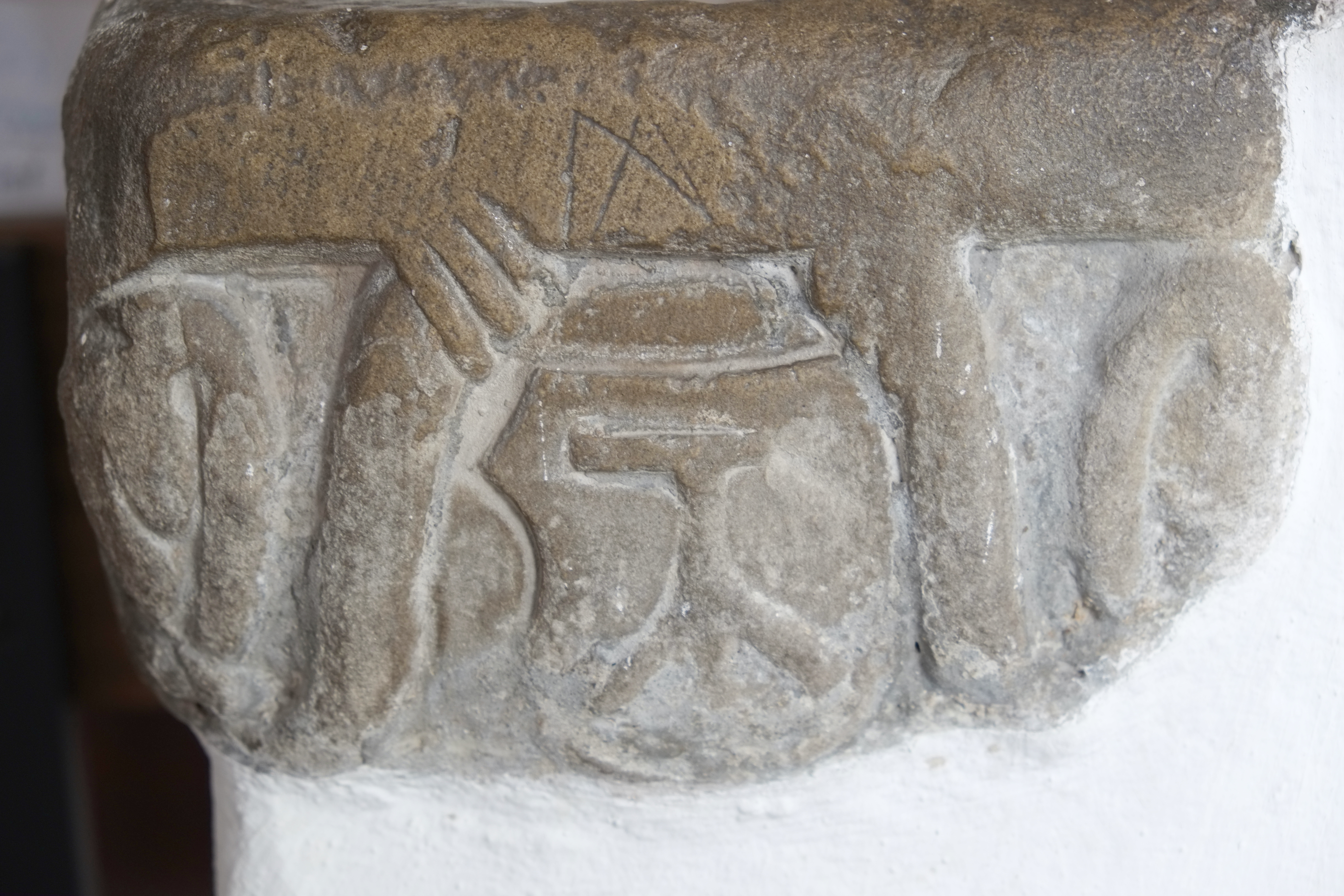
Weihwasserbecken

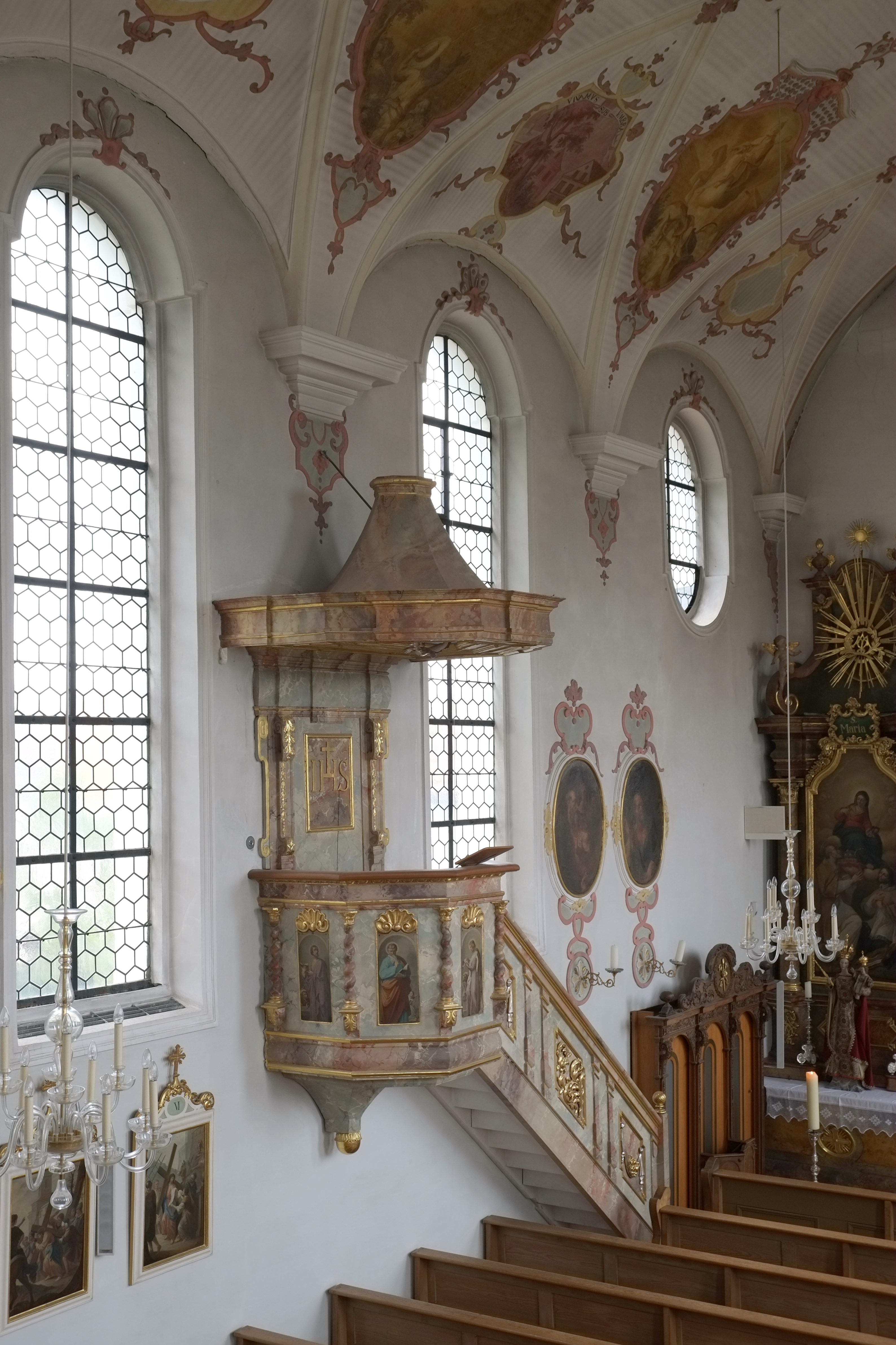
Kanzel

- Beim Weihwasserbecken am Nordportal handelt es sich um ein Würfelkapitell aus dem 13. Jahrhundert. Auf der Vorderseite ist eine Tartsche mit einem Steinmetzzeichen aus dem 16. Jahrhundert dargestellt.
- Die älteste Skulptur der Kirche, die holzgeschnitzte Figur des heiligen Nikolaus, der mit seinem Attribut, den drei goldenen Kugeln, dargestellt ist, wird um die Zeit um 1520 datiert.
- Aus dem 17. Jahrhundert stammt die Figur des heiligen Urban, des Wetterpatrons.
- Die Bistumsheiligen der Diözese Augsburg, der heilige Ulrich und die heilige Afra, sind Arbeiten aus der Bauzeit der Kirche.
- Der Hochaltar von 1702/10 wurde ursprünglich für die Jesuitenkirche St. Salvator in Augsburg geschaffen. Er wurde erst zu Beginn des 19. Jahrhunderts vom damaligen Pfarrer für die Stadtbergener Kirche erworben. Das Altarbild ist eine Kopie der Heiligen Nacht von Antonio da Correggio.
- Die Kanzel wurde um 1725/30 vom Augsburger Bildhauer Andreas Hainz angefertigt.
- Die ovalen Gemälde an den Langhauswänden, auf denen jeweils zwei Apostel dargestellt sind, wurden 1735 von Johann Georg Wolcker ausgeführt. Von Wolker wurde auch das Altarblatt des linken Seitenaltars mit der Darstellung der Verehrung Marias durch den heiligen Nikolaus und Johannes Nepomuk gemalt.
- Das spätbarocke Kirchengestühl aus Eichenholz besitzt holzgeschnitzte Wangen, die mit Bandelwerk, Akanthusblättern und Putten verziert sind.
- Das aus marmoriertem Holz gefertigte Taufbecken mit Rocailledekor aus der Mitte des 18. Jahrhunderts wird von einer Schnitzgruppe der Taufe Jesu bekrönt.

## Orgel
Derzeit baut die Orgelbaufirma Heiß (Vöhringen) eine neue Orgel. Das Instrument wird 19 Register auf zwei Manualwerken und Pedal haben.
| Hauptwerk C–g3 |                |    |
| 1.             | Prinzipal      | 8′ |
| 2.             | Flaut traver   | 8′ |
| 3.             | Viola di Gamba | 8′ |
| 4.             | Copl           | 8′ |
| 5.             | Octave         | 4′ |
| 6.             | Flauten        | 4′ |
| 7.             | Hörnle III     |    |
| 8.             | Superoctave    | 2′ |
| 9.             | Mixtur III-IV  |    |

| Positiv C–g3 |           |       |
| 10.          | Nachthorn | 8′    |
| 11.          | Hohlflet  | 4′    |
| 12.          | Flagionet | 2′    |
| 13.          | Cornett   | 2 ⁄3′ |
| 14.          | Cromorne  | 8′    |

| Pedalwerk C–f1 |             |        |
| 15.            | Subbass     | 16′    |
| 16.            | Violon      | 8′     |
| 17.            | Fletbass    | 8′     |
| 18.            | Quintenbass | 5 1⁄3′ |
| 19.            | Posaune     | 8′     |